# Hydrolat
Ne pas confondre avec Hydrolysat, le produit de l'hydrolyse d'une substance organique en solution aqueuse.

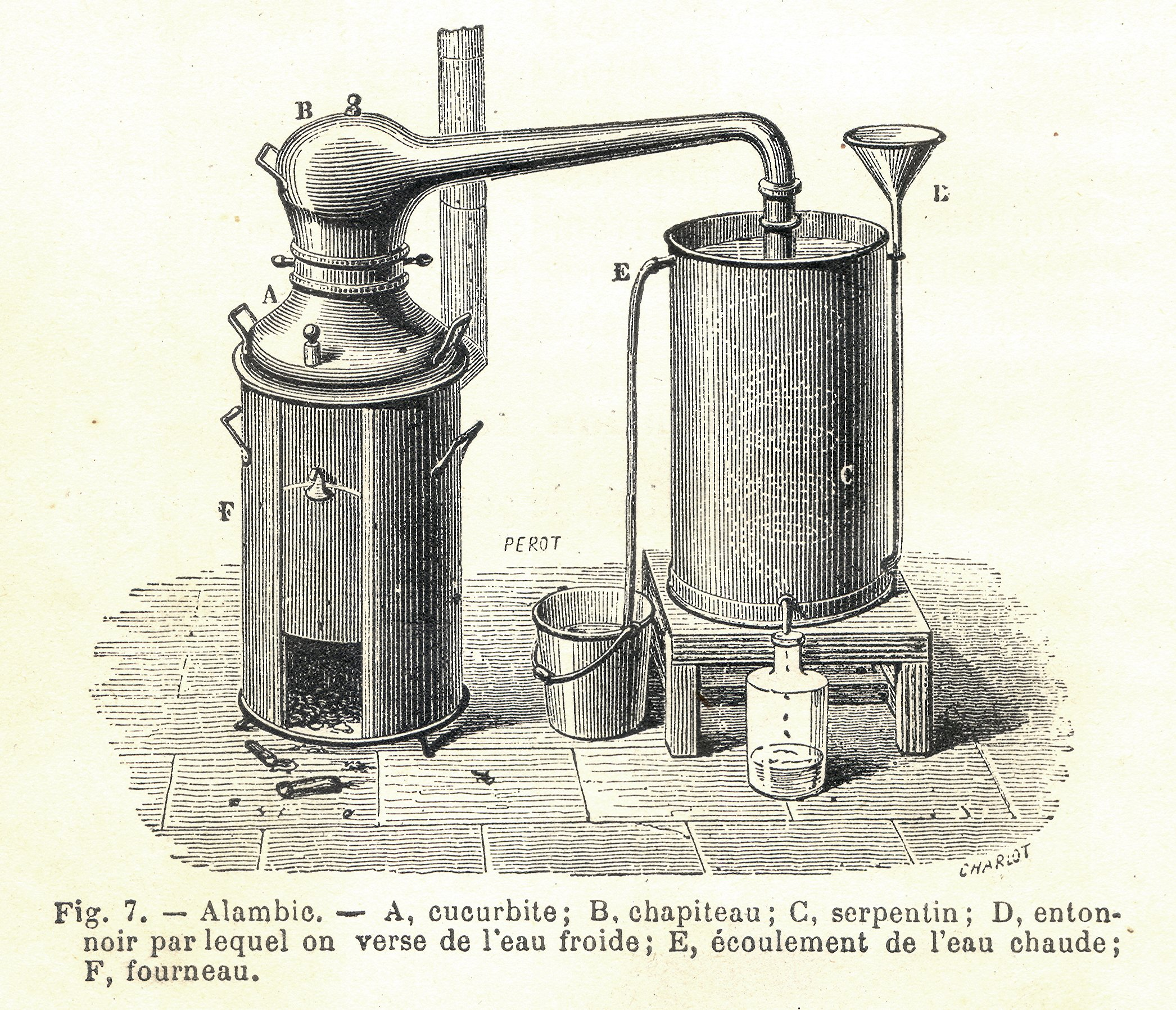
Schéma d'un ancien alambic.

Un hydrolat (ou eau de distillation ou eau aromatique) est un produit aqueux de condensation obtenu après distillation d'une matière première naturelle, généralement végétale, qui subsiste après l’entraînement à la vapeur d’eau et la séparation de l’huile essentielle lorsque c'est possible. 
Font partie des hydrolats, les eaux florales, obtenues à partir des fleurs.

## Technique de fabrication
Lors du processus de distillation dans un alambic, les composés volatils des substances aromatiques distillées sont entraînés par la vapeur d’eau, condensés et récupérés dans un décanteur. Le distillat obtenu est composé d’huile essentielle surnageant au dessus de l’eau provenant de la vapeur condensée ou de la distillation elle-même. Une petite fraction d’huile essentielle (hydrophobe) est soluble dans la phase aqueuse. Cette solution diluée d’huile essentielle est un sous-produit valorisable de l'opération de séparation par distillation. 
Ce procédé permet notamment d'obtenir de l’eau de rose et de l'huile essentielle de rose. De la même façon, la distillation de la fleur de bigaradier produit le néroli et l’eau de fleur d'oranger.

## Conservation
Les hydrolats sont extrêmement vulnérables au développement bactérien en raison de leur faible teneur en huile essentielle (concentration dépassant rarement les 0,2 % ou 2 000 ppm), et de la présence d'autres substances organiques dissoutes en solution ou de particules végétales en suspension. Ils sont sensibles à l'oxydation et à la photolyse. Ils ont parfois aussi tendance à changer de couleur en raison de la présence combinée de matière organique dissoute et de certains ions métalliques[citation nécessaire]. Pour leur bonne conservation, il convient de les stocker à l’abri de la lumière et de l’oxygène de l'air. Une faible température contribue également à ralentir leur vitesse de dégradation et la croissance microbienne.

## Utilisations
Les eaux florales sont utilisées depuis longtemps comme substances médicinales naturelles et elles servent aussi dans l'industrie des cosmétiques et même dans celle des boissons aromatisées.
Les arômes de nombreuses plantes médicinales et aromatiques peuvent être séparés et concentrés par entraînement à la vapeur.

## Liste d'hydrolats
- Eau d'amande amère (Aqua amygdalarum amararum)
- Eau de bleuet
- Eau de cannelle (Aqua cinnamomi)
- Eau de fleur d'oranger (Aqua florum aurantii)
- Eau de fenouil (Aqua foeniculi)
- Eau de laurier-cerise (Aqua laurocerasi)
- Eau de lavande
- Eau de menthe crépue (Aqua menthae crispae)
- Eau de menthe poivrée (en) (Aqua menthae piperitae)
- Eau de rose (Aqua rosae)